# Prințesa Elisabeta de Saxa-Altenburg
Elisabeta Mavrikievna (rusă Елизавета Маврикевна) (25 ianuarie 1865 – 24 martie 1927), născută Prințesa Elisabeta Auguste Marie Agnes de Saxa-Altenburg a fost Mare Ducesă a Rusiei prin căsătorie. A fost soția Marelui Duce Constantin Constantinovici al Rusiei cu care s-a căsătorit la Sankt Petersburg, Rusia.

## Familie și primii ani
Prințesa Elisabeta a fost al doilea copil al Prințului Moritz de Saxa-Altenburg (1829–1907) și a soției acestuia, Prințesa Augusta de Saxa-Meiningen (1843–1919). În timpul tinereții a făcut câteva călătorii în jurul Europei vizitându-și rudele.

## Căsătorie și copii

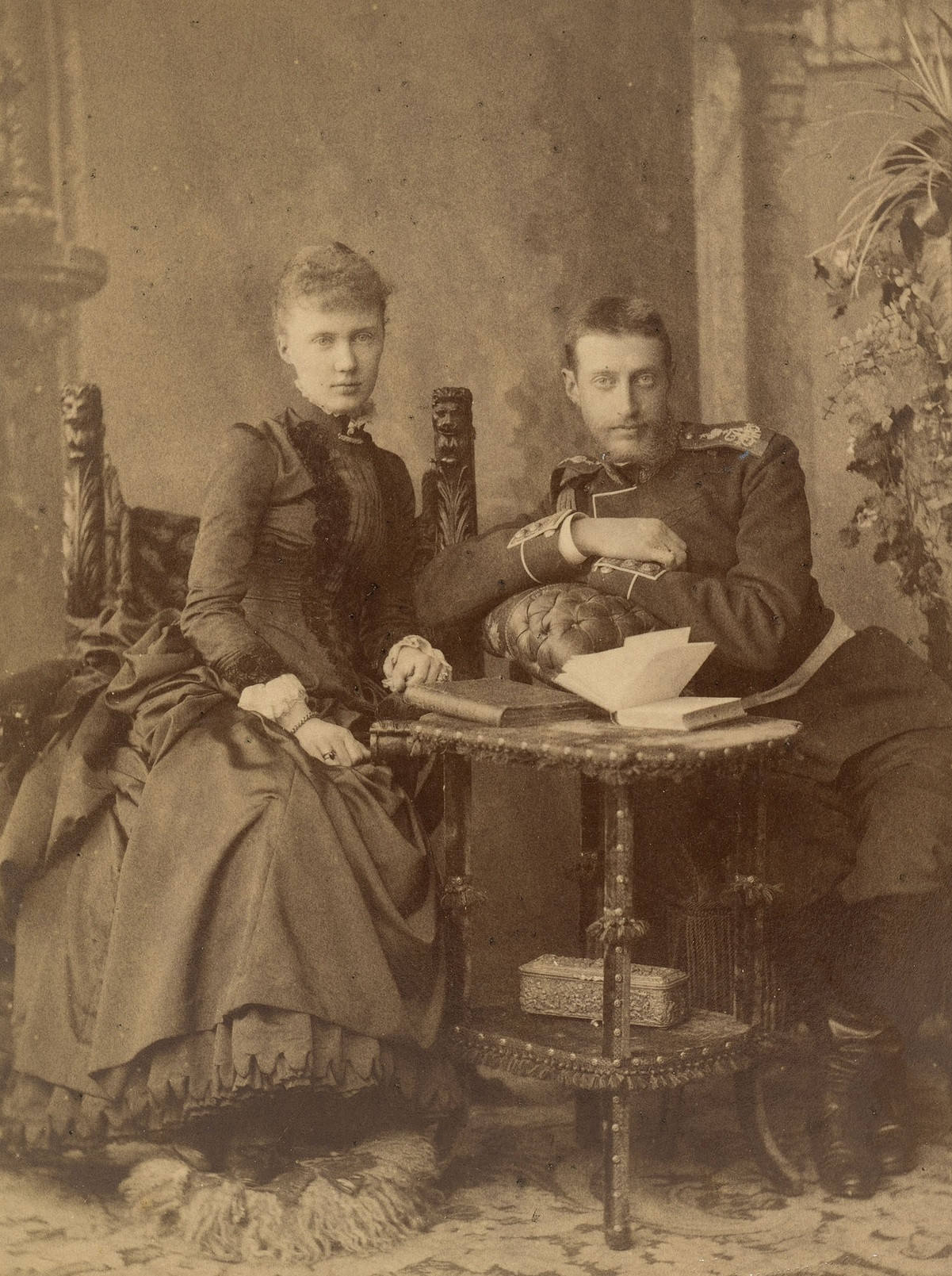
Prințesa Elisabeta de Saxa-Altenbourg și soțul ei Marele Duce Constantin Constantinovici al Rusiei

În 1882, când avea 16 ani, ea l-a întâlnit la Altenburg pe verișorul ei secund, Marele Duce Constantin Constantinovici al Rusiei. Mama lui și tatăl ei erau verișori primari; în plus, cei doi erau descendenți ai țarului Pavel I al Rusiei. S-a vorbit imediat de o căsătorie. Totuși, deși s-a spus că ea era gata să se căsătorească cu Constantin, el a ezitat. Când a plecat, el a promis că va scrie des dar n-a făcut niciodată acest lucru. Cu toate acestea, el a scris mai multe poezii despre ea.
În 1884, ea a vizitat Rusia și s-a anunțat căsătoria; Elisabeta și-a manifestat dorința de a-și păstra credința luterană ceea ce a provocat o lovitură serioasă soțului ei, el fiind ortodox. Ceea ce a fost și mai rău, ea a refuzat să sărute crucea în timpul slujbei ortodoxe.
În ziua nunții, care a avut loc la 27 aprilie 1884, ea i-a scris o scrisoare liniștitoare spunând "Îți promit că nu voi face nimic care să te supere sau să te rănească prin religilie noastre împărțite... pot să-ți spun din nou că te iubesc foarte mult."
Elisabeta a devenit Marea Ducesă Elisabeta Mavrikievna, în rusă Елизавета Маврикевна, și a fost numită în familie Mavra.
Mariajul a fost unul fericit deși Marele Duce Constantin a avut în secret iubiți masculini. Constantin și Elisabeta au avut nouă copii:
- Prințul Ioan (1886–1918)
- Prințul Gabriel (1887–1955)
- Prințesa Tatiana (1890–1979)
- Prințul Constantin (1891–1918)
- Prințul Oleg (1892–1914)
- Prințul Igor (1894–1918)
- Prințul George (1903–1938)
- Prințesa Natalia (decedată la două luni, 1905)
- Prințesa Vera (1906–2001)

Copii Marelui Duce Constantin au fost primii care au intrat sub incidența noii legi a familiei pronulgată de împăratul Alexandru al III-lea. Prin această lege se stabilea ca de acum înainte numai copiii și nepoții pe linie masculină ai Țarului vor purta titlurile de Mare Duce sau Mare Ducesă; ceilalți descendenți vor purta titlurile de "Prinț al Rusiei" sau "Prințesă a Rusiei". Revizuirea legii avea drept scop restrângerea numărului de persoane care primeau venit de la Trezoreria imperială.
Prințesa Elisabeta de Saxa-Altenbourg a fost o femeie obișnuită, interesată de problemele zilnice, căreia îi plăcea bârfa; spiritual nu s-a apropiat de soțul ei și nu a împărtășit inspirațiile lui de creație. În decursul anilor, soțul ei a devenit tot mai rece cu soția sa.

## Destinul tragic al copiilor

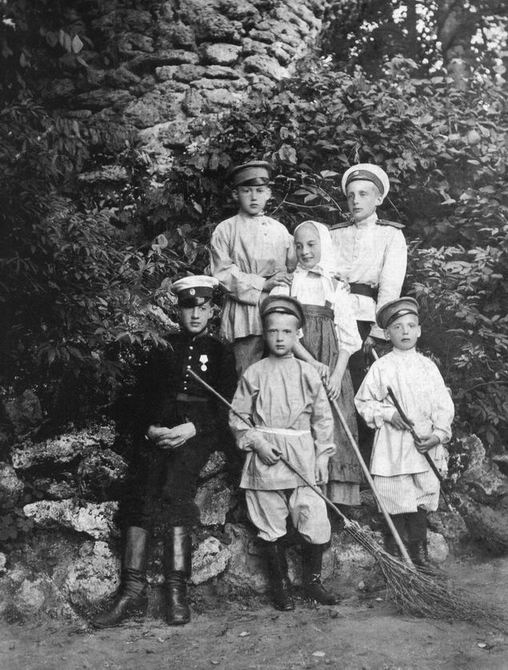
Șase dintre copiii Marii Ducese Elisabeta Mavrikievna

Marea Ducesă a supraviețuit mai multor copii ai ei. În 1905 fiica ei Natalia a murit la exact două luni. Când a izbucnit Primul Război Mondial ea s-a situat de partea țării ei natale, Germania. Totuși, mai mulți fii ai ei au fost instruiți ca soldați, au intrat în armată și au luptat cu mult curaj. Fiul ei Oleg a fost ucis în 1914 în Lituania unde Elisabeta a mers rapid pentru a-și vedea fiul pe moarte.
Moartea prematură a fiului lor a grăbit sfârșitul Marelui Duce Constantin care a murit în 1915. În același an, ginerele ei (soțul Tatianei), a fost ucis în misiune.
După Revoluție, ea a reușit să scape din Rusia însă câțiva din fiii ei au fost prinși de forțele sovietice. De fapt, trei dintre ei: Ioan, Constantin și Igor au fost uciși de bolșevici la Alapaievsk în iulie 1918 împreună cu alți membri ai familiei Romanov. Cumnatul ei, Marele Duce Dmitri Constantinovici al Rusiei, a fost împușcat la Petrograd în anul următor.
Marea Ducesă Elisabeta și doi dintre copii mai mici, Prințul George și Prințesa Vera au rămas la Pavlovsk de-a lungul războiului. În 1918 bolșevicii i-au permis să  plece în Suedia la bordul vasului Ångermanland la invitația reginei Suediei.
Elisabeta Mavrikievna, Vera și George au locuit următorii doi ani în Suedia, inițial la Stockholm, apoi la Saltsjöbaden însă Suedia era prea scumpă pentru ei așa că s-au mutat în Belgia la invitația regelui Albert I al Belgiei. Mai târziu s-au mutat în Germania stabilindu-se la Altenburg unde au locuit 30 de ani cu excepția a doi ani când au stat în Anglia.
Elisabeta a murit de cancer la 24 martie 1927 la Leipzig la vârsta de 62 de ani. Prințul George a murit la New York în 1938. Prințesa Vera a trăit în Germania până când forțele sovietice au ocupat partea de est a țării; atunci ea a plecat la Hamburg iar în 1951 s-a mutat în Statele Unite unde a murit în 2001.